# Leonardo Nunes
Pour les articles homonymes, voir Nunes.
Leonardo Nunes, né à Vila de São Vicente, Guarda, au Portugal en 1490 et mort en mer au large des côtes brésiliennes le 30 juin 1554, était un prêtre jésuite portugais connu aussi comme Abarebebê ou « père volant ».

## Biographie
Il entra dans la Compagnie de Jésus, au collège de Coimbra, le 6 février 1548. Il se distingua au collège et fut sélectionné comme missionnaire au Brésil. En 1549, il quitta Lisbonne sur un navire de Tomé de Sousa et arriva au Brésil en compagnie d'autres religieux dont Manuel de Nóbrega.
Ce dernier l'envoya dans les régions intérieures du pays, après un court séjour à Bahia, pour contacter les populations indigènes. À São Vicente, il installa un séminaire, premier collège de la population locale où on enseignait la foi catholique, la langue portugaise et le latin. Il convertit au christianisme un grand nombre d'Indiens.
Il aida aussi à la construction de l'église locale São João Baptiste. Désigné pour se rendre à Rome y informer le Saint-Siège sur la situation et les problèmes des missions au Brésil, après son embarquement à Santos, le navire qui le transportait subit une violente tempête et fit naufrage, tuant une partie de l'équipage et les passagers dont Leonarde Nunes. L'histoire garda le récit des survivants qui ont assisté à la lutte de Leonardo Nunes pour sauver les naufragés.

## Sources
- (pt) Hugo Schelsinger et Humberto Porto, Lideres religiosos da humanidade, São Paulo, Edições Paulinas, 1986.